# L'Impossible Astronaute, première partie
L'Impossible Astronaute, première partie (The Impossible Astronaut) est le premier épisode de la sixième saison de la deuxième série de la série télévisée britannique de science-fiction Doctor Who, diffusé sur BBC One le 23 avril 2011. Il a été partiellement tourné aux États-Unis, dans l'Utah. Il entame une histoire en deux parties se terminant avec l'épisode suivant.

## Synopsis

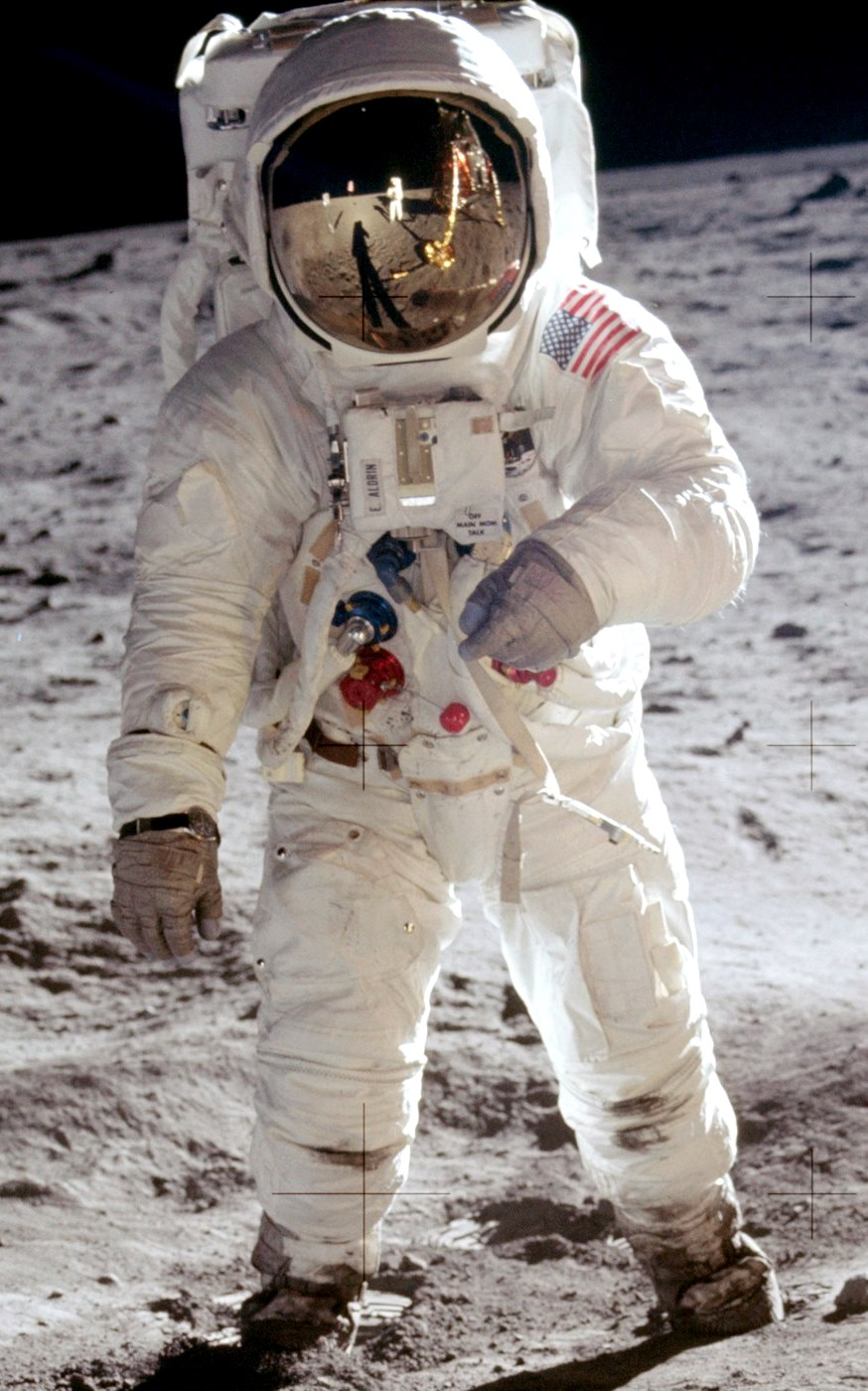
Buzz Aldrin, astronaute d'Apollo 11. Une reproduction de ce costume fut créée pour cet épisode.

Amy Pond et Rory Williams, qui n'ont pas vu le Docteur depuis deux mois mais demeurent informés de ses récents exploits au cours de l'histoire, reçoivent une enveloppe de couleur bleue. L'enveloppe contient une date et une heure ainsi que des coordonnées géographiques qui conduisent le jeune couple dans l'Utah, où ils retrouvent le Docteur et River Song. Le Docteur leur dit que près de deux siècles se sont écoulés pour lui depuis leur précédente aventure ensemble.  Le Docteur tient à présent un journal semblable à celui de River Song, et il est évident que River et le Docteur ont eu de nombreuses aventures lorsque les deux voyageurs du temps comparent leurs notes dans un diner.
Le Docteur conduit le petit groupe au bord d'un lac voisin pour un pique-nique où il leur explique qu'il les emmène pour un voyage vers « Espace 1969 ». Pendant qu'il parle, Amy voit une mystérieuse silhouette sur une crête, mais elle disparaît et Amy semble immédiatement oublier qu'elle l'a vue. Les pique-niqueurs sont bientôt rejoints par un vieil homme appelé Canton Everett Delaware III, qui a également reçu une enveloppe. Soudainement, un personnage en costume d'astronaute émerge du lac, et le Docteur ordonne aux autres de rester en arrière et de ne pas interférer alors qu'il se dirige vers l'astronaute pour lui parler. Le Docteur semble reconnaître la personne à l'intérieur du costume quand elle soulève sa visière. Avant que quiconque puisse réagir, l'astronaute dirige une arme à énergie vers le Docteur et tire sur lui à deux reprises, et celui-ci commence à se régénérer. Un troisième tir interrompt le processus de régénération et tue le Docteur. L'astronaute se retire ensuite dans les eaux du lac, laissant les compagnons du Docteur stupéfaits et horrifiés. S'étant assurés que le Docteur était mort, ils brûlent son corps sur une barque au milieu du lac en utilisant un bidon d'essence que Delaware avait apporté.
Se rassemblant dans le diner, Amy, Rory et River se posent des questions sur les invitations lorsque le Docteur — une version plus jeune de lui-même âgée de 909 ans —  apparait et leur révèle qu'il en a également reçu une. Se refusant à annoncer sa mort future au Docteur, Amy, Rory et River parviennent à convaincre celui-ci de les emmener en 1969, où, grâce à l'indice du nom de Delaware, ils atterrissent dans le Bureau Ovale. Ils peuvent voir le président Nixon recevoir un appel d'une mystérieuse fillette qui s'annonce comme « Jefferson Adams Hamilton » demandant de l'aide, sous les yeux d'une version plus jeune de Delaware. Le Docteur se montre et parvient à gagner la confiance de Delaware, et Nixon lui donne quelques minutes pour localiser l'enfant. Tandis qu'il recherche son emplacement, Amy voit une nouvelle silhouette, et doit par ailleurs se rendre aux toilettes. Là, elle fait la connaissance de la silhouette - il s'agit d'un extra-terrestre dont la race est nommée Le Silence, qui sous ses yeux fait exploser une femme innocente malgré les supplications d'Amy. Amy réalise que ces extra-terrestres s'effacent de la mémoire de ceux qui les ont vus à chaque fois qu'ils détournent les yeux. Le monstre ordonne à Amy de révéler au Docteur son « secret ». Pour se souvenir, elle prend une photographie de celui-ci sur son téléphone portable. Quand elle est de retour au Bureau Ovale, sans souvenir des événements, le Docteur a trouvé le lieu où se trouve la fillette, un bâtiment près du Centre spatial Kennedy, en Floride, à l'intersection de rues nommées Jefferson, Adams et Hamilton. Le Docteur et ses compagnons partent à bord du TARDIS, accompagnés d'un Delaware dont la curiosité a été piquée.
Dans le bâtiment, ils trouvent des pièces détachées d'un scaphandre spatial ainsi que des technologies extra-terrestres très anciennes. Alors qu'elles sont seules, River avertit Amy que bien qu'elles puissent rencontrer l'astronaute qui a tué le futur Docteur, tenter d'arrêter cet astronaute à présent pourrait créer un paradoxe temporel. River et Rory explorent un vaste réseau de tunnels sous le bâtiment et qui semble s'étendre à travers la planète. Elles rencontrent les Silence mais les oublient immédiatement. Ils finissent par aboutir à une salle de contrôle semblable à celle vue dans « Le Colocataire », sans savoir qu'ils sont entourés de Silence. À la surface, le Docteur, Amy et Delaware entendent les cris de la fillette. Delaware s'élance vers les cris, mais Amy, soudainement malade, réalise qu'elle doit dire quelque chose au Docteur. Ils trouvent Delaware à proximité, inconscient, et finalement Amy annonce au Docteur qu'elle est enceinte. Avant qu'ils puissent réagir, l'astronaute apparaît. Amy se saisit du pistolet de Delaware, tandis que l'astronaute soulève son casque, révélant le visage d'une petite fille, Amy tire dessus et hurle en découvrant ce qu'elle vient de faire.

## Distribution
- Matt Smith : Onzième Docteur
- Karen Gillan : Amy Pond
- Arthur Darvill : Rory Williams
- Alex Kingston : River Song
- Mark Sheppard : Canton Everett Delaware III
- William Morgan Sheppard : Canton Delaware âgé
- Stuart Milligan : Richard Nixon
- Chukwudi Iwuji : Carl
- Mark Griffin : Phil
- Marnix van den Broeke : Le Silent
- Sydney Wade : Petite fille
- Nancy Baldwin : Joy
- Adam Napier : Capitaine Simmons
- Henrietta Clemett : Matilda
- Paul Critoph : Charles
- Kieron O'Connor : Gardien de la prison
- Emilio Aquino : Le garçon du bus

## Production

### Écriture

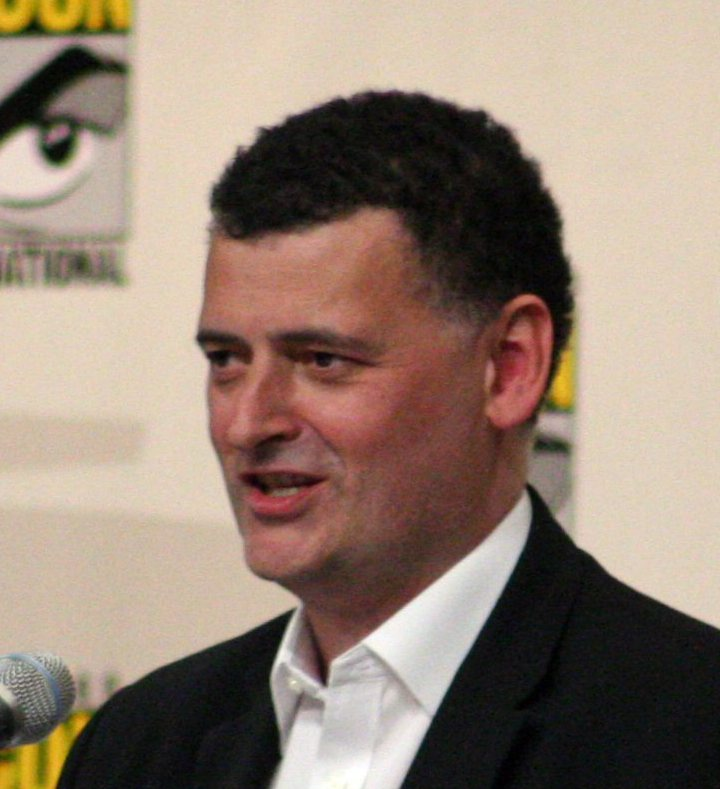
Le scénariste-en-chef et producteur exécutif Steven Moffat (photo) a créé le Silence pour être au moins aussi effrayants que les précédents monstres du passé.

L'épisode a été écrit par Steven Moffat, qui a pris la responsabilité d'auteur principal et producteur exécutif depuis 2010. Ayant aussi écrit l'épisode suivant, L'Impossible Astronaute, deuxième partie, Moffat voulait que la saison 2011 démarre avec une histoire en deux parties afin de commencer avec une intrigue aux enjeux et à l'ampleur plus importants. Dans l'épisode de Doctor Who Confidential qui suivait la diffusion de L'Impossible Astronaute, Moffat indique qu'il s'agit d'un des épisodes les plus sombres de la série, mais qu'il a cependant maintenu le même niveau d'humour. L'inclusion de la mort du Docteur était ressentie comme une fin de série par certains des producteurs, mais était là en fait pour « démarrer la saison ». En écrivant la scène de la mort du futur Docteur, Moffat voulait que les téléspectateurs réalisent que les Seigneurs du Temps ne sont pas invincibles, et pourraient mourir de façon permanente s'ils sont tués avant l'issue de leur régénération, un fait que la série avait déjà mis en évidence dans La Prophétie de Noël. En créant les Silences, les adversaires extra-terrestres de l'épisode, Moffat voulait être au moins aussi effrayants que les précédents monstres du passé. Il pense que ces créatures sont « beaucoup plus difficiles à vaincre ». La grossesse d'Amy Pond sera en jeu dans l'arc narratif tandis que la saison avance.

### Acteurs
En octobre 2010, Mark Sheppard, qui est apparu dans d'autres séries de science-fiction comme Battlestar Galactica, Supernatural et Warehouse 13, a été annoncé dans le rôle de Canton Everett Delaware III. Sheppard considère que le rôle de Canton est un « boulot de rêve », et il espère apparaître dans d'autres œuvres de Moffat, y compris Sherlock,. Pour la scène qui implique une version plus âgée de Canton Delaware, il était prévu que Sheppard apparaisse vieilli par des prothèses et du maquillage; il a suggéré avec succès qu'à sa place son père, William Morgan Sheppard, pourrait jouer le rôle. L'acteur américain Stuart Milligan a été choisi pour le rôle du président Nixon, qu'il a trouvé excitant, car il a joué auparavant d'autres présidents dont Dwight D. Eisenhower. Des prothèses ont été appliquées à ses joues, son nez et ses oreilles pour ressembler à Nixon autant que possible. Il s'est aussi entraîné à imiter l'élocution de Nixon, mais au départ a trouvé cela difficile car il devait porter de fausses dents. Milligan est apparu dans l'aventure en dessin animé du dixième Docteur Dreamland en prêtant sa voix au Colonel Stark.

### Tournage et effets spéciaux

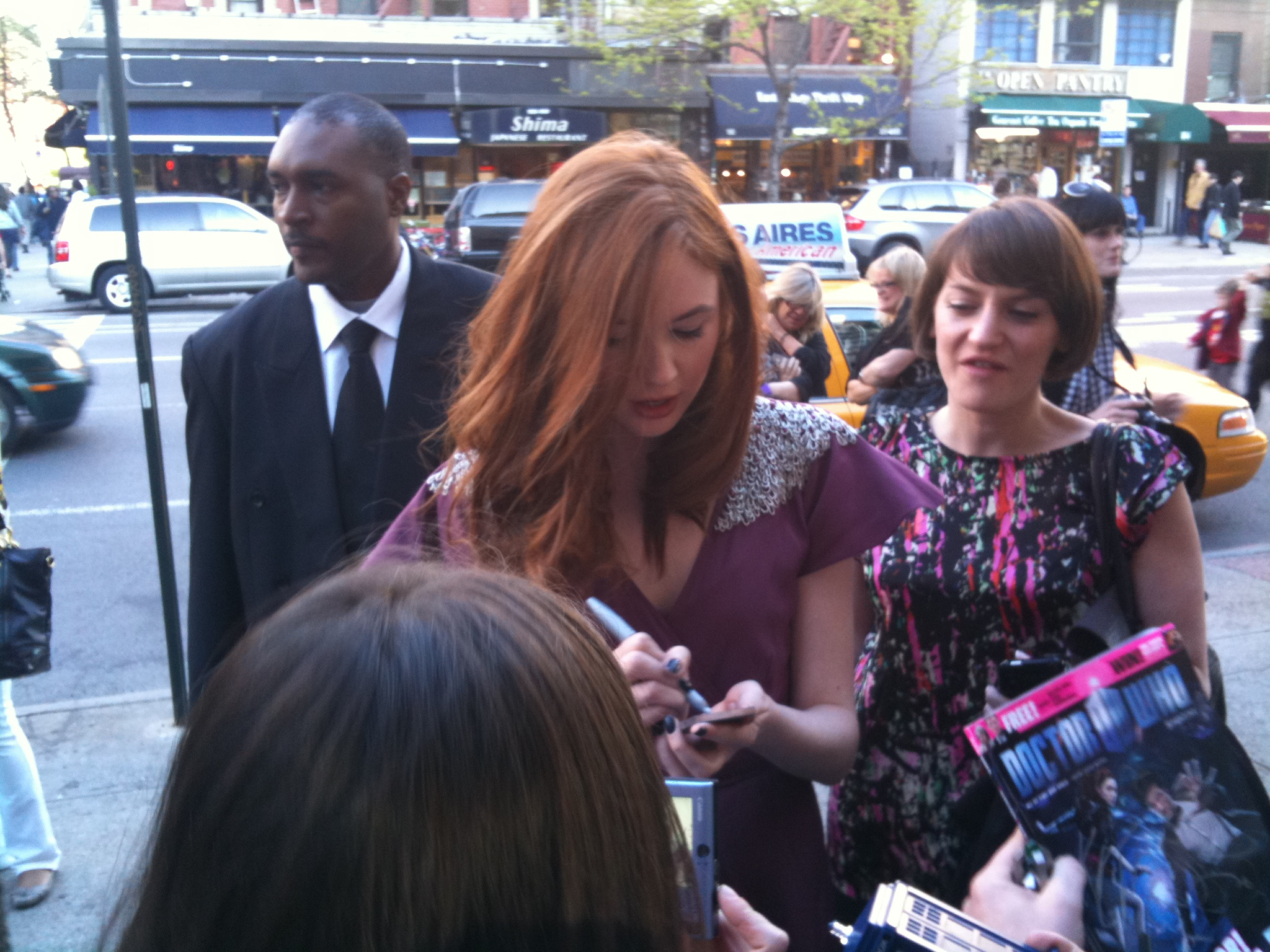
Karen Gillan (au centre) a été réellement bouleversée en tournant la scène de la mort du Docteur du futur.

Les deux épisodes de cette histoire marquent la première fois que le tournage principal de Docteur Who a eu lieu aux États-Unis; le téléfilm américano-britannique Le Seigneur du Temps de 1996 ayant été tourné au Canada. Quelques vues de contexte de New York et de la statue de la Liberté ont été filmés sur Liberty Island pour l'épisode « L'Expérience finale », mais aucun des acteurs de l'épisode n'avait été impliqué dans le tournage.
Le tournage a eu lieu dans l'Utah. Pour les images d'ouverture, le metteur en scène Toby Haynes voulait une séquence grandiose de sorte que le public puisse reconnaître où l'épisode se déroulait. L'équipe voulait ajouter autant de symboles de l'Amérique que possible dans ces images, y compris un Stetson, une Edsel Villager des années 1950 et un bus scolaire jaune. Moffat, qui aime beaucoup écrire les épisodes où apparaît River Song, voulait lui donner une entrée en scène impressionnante. Haynes mit Alex Kingston en position de bloquer le soleil dans l'angle de la caméra et lui fit souffler la fumée de son révolver. Les scènes du pique-nique et de la mort du Docteur du futur ont eu lieu sur la rive du Lac Powell. Le scaphandre porté par l'assassin du Docteur du futur est une réplique d'un scaphandre Apollo. Il a été rendu étanche car le tueur sort de l'eau et en réalité les scaphandres spatiaux ne sont pas conçus pour être utilisés dans l'eau. En filmant la scène de mort l'équipe de tournage a remarqué que Karen Gillan était réellement bouleversée et « jouait de tout son cœur ». Pour tourner la scène du bûcher, Haynes souhaitait la faire au coucher du soleil. Cependant, le soleil se couche dans la direction du désert, aussi la scène a en fait été filmée à l'aube, lorsque le soleil se lève au-dessus de l'eau.
Kingston a dû réellement gifler Matt Smith à plusieurs reprises pour une scène parce que c'était difficile à simuler. Kingston se souvient qu'après quelques prises, la joue de Smith a rougi et il a commencé à en avoir assez de devoir répéter cette séquence. Le décor du Bureau Ovale a été construit aux Upper Boat Studios au sud du Pays de Galles. Comme l'équipe technique a eu accès à plusieurs photographies et plans du véritable bureau, ils ont été capables de le reproduire presque dans le moindre détail. Le principal problème de construction du décor a été l'enduit ; en général les ouvriers enduisent un mur à la fois pour les pièces normales, mais à cause de la forme courbe des murs du Bureau Ovale, ils ont dû enduire tout le décor en une seule fois. La scène dans un diner américain où ses compagnons retrouvent le Docteur a été en fait tournée à Cardiff Bay. Le film de Laurel et Hardy que le Docteur perturbe a été réalisé par Smith dansant devant un fond vert.

## Diffusion et réception

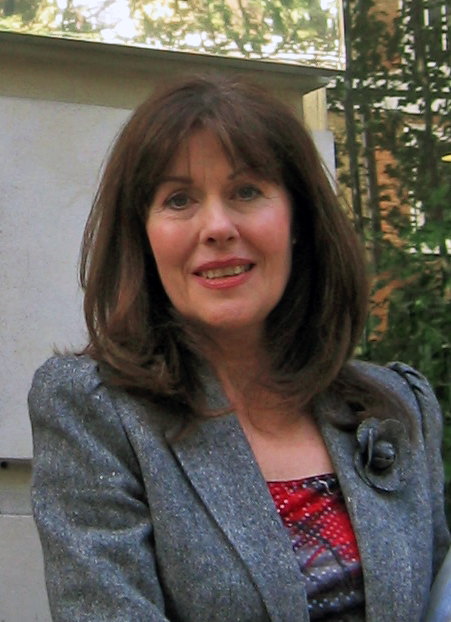
Elizabeth Sladen en 2010, à qui l'épisode rend hommage.

### Diffusion et audiences
« L'Impossible astronaute » a été diffusé pour la première fois sur BBC One au Royaume-Uni le 23 avril 2011 à 18h00. L'épisode a aussi été diffusé sur BBC America aux États-Unis et sur Space au Canada le même jour,. Il a été diffusé sur ABC1 en Australie le 30 avril. En France il sera diffusé sur France 4. L'épisode est précédé d'un texte fixe rendant hommage à l'actrice Elisabeth Sladen, qui est morte d'un cancer le 19 avril 2011. Sladen était précédemment apparue dans la série dans le rôle de la compagne du Docteur, Sarah Jane Smith, et elle avait repris le même rôle dans la série dérivée The Sarah Jane Adventures
Avec 4.1 millions d'enregistrements, cet épisode est l'événement télévisuel le plus enregistré de l'histoire de la télévision britannique.
En France, l'épisode diffusé le 19 mai 2012 à 20 h 35 sur France 4 dans le cadre de la « Nuit Doctor Who » a été suivi par 514 000 téléspectateurs soit 2,2 % de parts de marché.